# Sankofa & Gurli
Sankofa & Gurli est une maison d'édition burkinabé historiquement spécialisée dans les ouvrages de littérature générale, notamment les romans, nouvelles, contes, et essais, mais également les ouvrages de didactique. Elle a été fondée par Jean Claude Naba. Sankofa & Gurli est l'une des plus grandes maisons d'édition du Burkina Faso tant par la production des œuvres que par la promotion des auteurs.
La maison d'édition travaille aussi à la valorisation de l'édition en langues nationales. 
Les éditions Sankofa & Gurli sont membres de l'Alliance internationale des éditeurs indépendants. 

## Coéditions
En 2014, les Editions Sankofa & Gurli participent à une coédition solidaire pour l'Océan Indien, avec un "Livre Equitable". Il s'agit de "Mes Étoiles Noires", de Lilian Thuram. La coédition se fait avec 12 autres maisons d'édition : Barzakh, Edilis, Ganndal, Graines de Pensée, Jamana, Jeunes Malgaches, Papyrus Afrique, Presses Universitaires d'Afrique, Ruisseaux d'Afrique,Mémoire d'Encrier et Tarik.